# برای عشق‌هایمان
برای عشق‌هایمان (به فرانسوی: À Nos Amours) فیلمی به کارگردانی موریس پیالا است که در سال ۱۹۸۳ منتشر شد. از بازیگران آن می‌توان به ساندرین بونر و موریس پیالا اشاره کرد. این فیلم در سال ۱۹۸۴‌ جایزه سزار بهترین فیلم را دریافت کرد.